# Беляни-Ярослави
Беляни-Ярослави (пол. Bielany-Jarosławy) — село в Польщі, у гміні Беляни Соколовського повіту Мазовецького воєводства.
Населення — 242 особи (2011).
У 1975-1998 роках село належало до Седлецького воєводства.

## Демографія
Демографічна структура станом на 31 березня 2011 року:
|          | Загалом | Допрацездатний вік | Працездатний вік | Постпрацездатний вік |
| -------- | ------- | ------------------ | ---------------- | -------------------- |
| Чоловіки | 125     | 29                 | 83               | 13                   |
| Жінки    | 117     | 23                 | 73               | 21                   |
| Разом    | 242     | 52                 | 156              | 34                   |